# Maszewo Lęborskie
Maszewo Lęborskie is een plaats in het Poolse district  Lęborski, woiwodschap Pommeren. De plaats maakt deel uit van de gemeente Cewice en telt 764 inwoners.